# Wine-searcher
Wine-Searcher est un site Web, moteur de recherche et un magazine en ligne dédiés au vin. 

## Fonctions
Le site permet de trouver et comparer les prix des vins, de France ainsi que du reste du monde par caviste et millésime, dans la plus grande base de données de ce type au monde. Le 24 août 2013, il regroupait les catalogues de 43 210 cavistes, producteurs et vendeurs aux enchères tout autour du globe, pour un total de plus de 5,8 millions de vins. Il est aussi le site internet sur le vin le plus visité dans le monde puisqu'il a rassemblé en 2012 plus de 120 millions de pages vues.

Wine-searcher propose également une cote des vins gratuite. Reposant sur l'une des plus importantes sources d'information sur les prix pratiqués actuellement dans le monde, les estimations données par le site constituent une évaluation en temps réel de la valeur des vins sur le marché mondial. Le service officiel payant de cote des vins proposé par le site est ainsi utilisé pour justifier de la valeur des stocks marchands ou de caves particulières auprès des assurances.
Au-delà de sa fonction principale de recherche, Wine-Searcher contient des informations en anglais liées au monde du vin telles que les cépages, régions et Appellation d'origine contrôlée, les vins les plus recherchés dans le monde ainsi que les plus chers, ou ceux recommandés par des dégustateurs internationaux (par exemple: Robert M. Parker, Jr., Jancis Robinson, Stephen Tanzer).
Le site a lancé le 12 avril 2012 un magazine en ligne gratuit en anglais, couvrant l'actualité du monde du vin ainsi que ses acteurs et évolutions.

## Société
Elle fut créée en 1999 à Londres par Martin Brown puis déplacée à Auckland en Nouvelle-Zélande oǜ elle est basée aujourd'hui.

La société rassemble aujourd'hui une trentaine d'experts spécialistes du vin (œnologues, sommeliers) et programmeurs.

## Revue de presse
De nombreux articles ont été écrits à propos de Wine-Searcher, reconnaissant la puissance du site pour localiser toute sorte de vins, ainsi que sa contribution à la transparence du commerce mondial du vin. Citons notamment ceux de Jancis Robinson, Financial Times, Chicago Tribune, Time (magazine), Forbes (magazine), Los Angeles Times.